# Liste der Kulturdenkmäler in Schönborn (Rhein-Lahn-Kreis)
In der Liste der Kulturdenkmäler in Schönborn sind alle Kulturdenkmäler der rheinland-pfälzischen Ortsgemeinde Schönborn aufgeführt. Grundlage ist die Denkmalliste des Landes Rheinland-Pfalz (Stand: 8. Dezember 2023).

## Denkmalzonen
| Bezeichnung                          | Lage                                | Baujahr  | Beschreibung | Bild                           |
| ------------------------------------ | ----------------------------------- | -------- | --- | ------------------------------ |
| Denkmalzone Klarissenkloster Bärbach | nördlich des Ortes an der K 47 Lage | vor 1339 | kurz vor 1339 erbaut; Reste der einschiffigen gotischen Kirche, Mauerreste der Klosterbauten und Umfassungsmauern; Denkmalzone mit der Siedlung im Klosterbereich | weitere Bilder Fotos hochladen |

## Einzeldenkmäler
| Bezeichnung              | Lage                    | Baujahr    | Beschreibung                                                       | Bild                           |
| ------------------------ | ----------------------- | ---------- | ------------------------------------------------------------------ | ------------------------------ |
| Evangelische Pfarrkirche | Kirchstraße 16 Lage     | 1688       | gotisierender Bruchsteinsaal, ungegliederter Turm, bezeichnet 1688 | weitere Bilder Fotos hochladen |
| Pfarrhaus                | Schaufertsstraße 2 Lage | um 1920/30 | Putzbau mit Schieferflächen, um 1920/30; Garten mit Einfriedung    | Fotos hochladen                |